# Yunaspes
Yunaspes is een geslacht van kevers uit de familie bladkevers (Chrysomelidae).
De wetenschappelijke naam van het geslacht werd in 1976 gepubliceerd door Chen.

## Soorten
- Yunaspes modogensis Jiang, 1988